# Norayr Gyozalyan
Norayr Gyozalyan (in armeno Նորայր Գյոզալյան?; Erevan, 15 marzo 1990) è un ex calciatore armeno, di ruolo attaccante.

## Carriera
Ha giocato nella prima divisione dei campionati armeno (di cui in un'occasione è anche stato capocannoniere) e bielorusso.

## Palmarès

### Club

#### Competizioni nazionali
- Campionato armeno: 1

Alaškert: 2015-2016

### Individuale
- Capocannoniere del campionato armeno: 1

2012-2013 (22 reti)